# Dorfkirche Raben

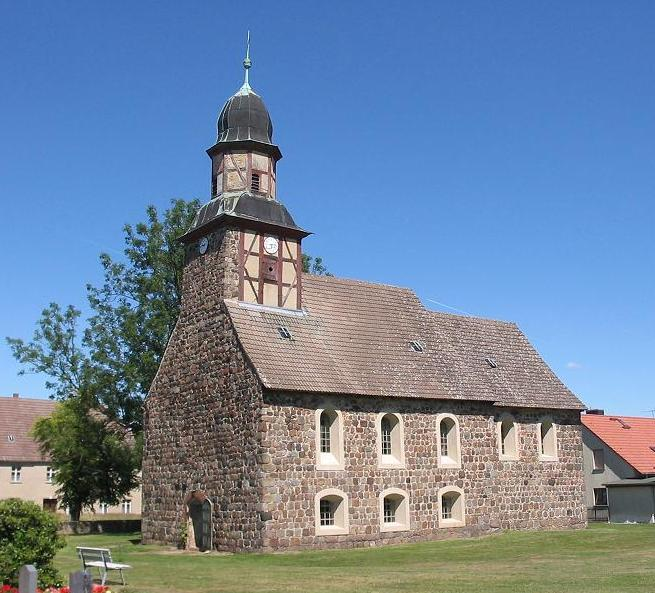
Dorfkirche Raben

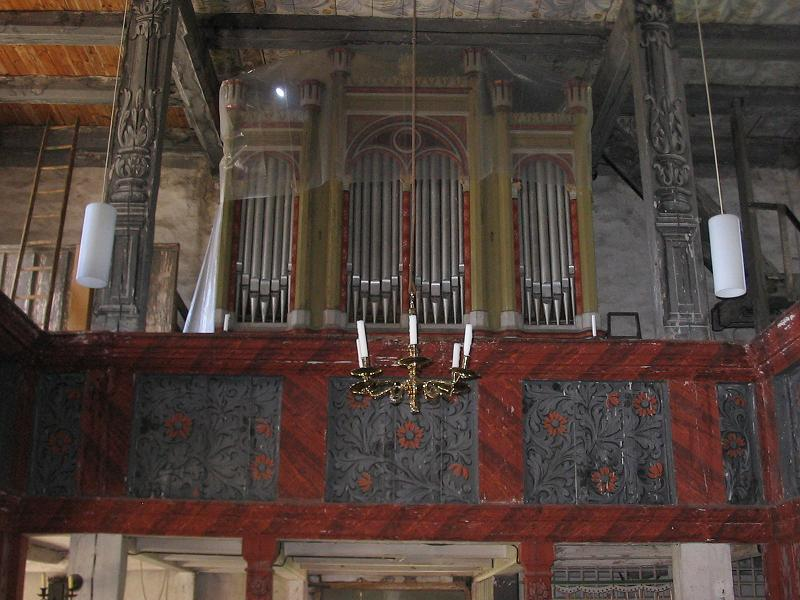
Innenansicht mit Orgel

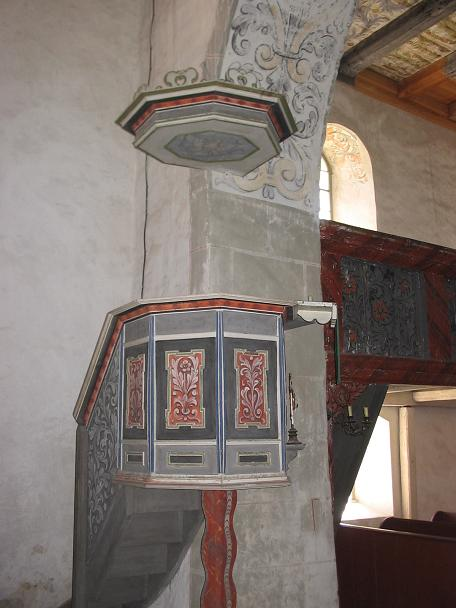
Kanzel

Die evangelische Dorfkirche Raben ist eine romanische Feldsteinkirche im Ortsteil Raben von Rabenstein/Fläming im Landkreis Potsdam-Mittelmark in Brandenburg. Sie gehört zum Pfarrbereich Rädigke im Kirchenkreis Mittelmark-Brandenburg der Evangelischen Kirche Berlin-Brandenburg-Schlesische Oberlausitz und ist eine offene Kirche.

## Geschichte und Architektur
Die Dorfkirche ist eine stattliche spätromanische Saalkirche in Feldsteinquadermauerwerk aus der ersten Hälfte des 13. Jahrhunderts mit eingezogenem, rechteckigem Chor und Apsis. Im Mauerwerk ist eine abgetreppte Baunaht zwischen dem Chor und dem Teil des Schiffs zu erkennen, welche die älteren Ostteile vom jüngeren Westabschnitt trennt. Das Quadermauerwerk des Schiffs ist sorgfältiger gequadert als dasjenige der Ostteile.
Über dem Westgiebel ist ein quadratischer Fachwerkdachturm mit massiver Westwand erbaut, der mit Schweifhaube und achteckiger Laterne abgeschlossen ist, welche vermutlich aus dem 18. Jahrhundert stammen. Die Öffnungen wurden im 18. und 19. Jahrhundert erneuert; an der Nordseite des Chors ist ein vermauertes Rundbogenportal angeordnet.
Das Innere ist mit einer Balkendecke abgeschlossen. Je ein spitzbogiger Chor- und Apsisbogen trennen die Raumteile. Die Hufeisenempore und die nördliche Chorempore wurden im 18. Jahrhundert eingebaut. Im Jahr 1907 erfolgte eine Restaurierung einschließlich der Ausstattung; damals wurde die reiche Ausmalung des 18. Jahrhunderts mit floralen Motiven überarbeitet.

## Ausstattung
Hauptstück der Ausstattung ist ein hölzerner Altaraufsatz aus der ersten Hälfte des 18. Jahrhunderts, der im von Säulen flankierten Hauptfeld ein Abendmahlsgemälde und im Aufsatz ein Kreuzigungsbild zeigt. Die Wangen und die Bekrönung sind mit ausgesägten bemalten Figuren versehen, die Moses, Johannes den Täufer, Engel und den Salvator mundi darstellen.
Die hölzerne Kanzel wurde um 1700 geschaffen, die Bemalung später erneuert. Vermutlich gleichzeitig wurde der daran anschließende vergitterte Pfarrstuhl gearbeitet.
An der nördlichen Außenwand der Kirche sind mehrere Grabsteine des 18. Jahrhunderts aufgestellt, darunter zwei aufwändigere für Pfarrer Karl Wilhelm von Kannin († 1742) und Johanna Elisabeth Kannin († 1739).
Die Orgel ist ein Werk der Gebrüder Dinse aus dem Jahr 1882 mit neun Registern auf einem Manual und Pedal. Sie wurde in den Jahren 1926 und 1973 durch die Firma Schuke Orgelbau repariert.